# دروغگوی کوچولو
دروغگوی کوچولو فیلمی به کارگردانی نظام فاطمی و نویسندگی رضا عقیلی محصول سال ۱۳۵۳ است

## خلاصه داستان
فرهاد (منوچهر وثوق) پس از اغفال نازی (شورانگیز طباطبائی) که خواننده کاباره است، با زن دیگری به نام پری (شهناز) به شمال سفر می‌کند...

## بازیگران
- منوچهر وثوق
- شورانگیز طباطبایی
- شهرام ثمینی‌پور
- روح‌الله مفیدی
- محسن مهدوی
- شهناز
- ساغر
- جواد تقدسی
- داریوش اسدزاده
- قاسم مرادی